# Leopoldo Torre Nilsson
Leopoldo Torre Nilsson (* 5. Mai 1924 in Buenos Aires; † 8. September 1978 ebenda) war ein argentinischer Schriftsteller und Drehbuchautor. Mehrere seiner Filme entstanden nach Romanen von Torre Nilssons Ehefrau Beatriz Guidos.

## Leben
Er war der Sohn des ebenfalls als Regisseur tätigen Leopoldo Torres Rios und einer schwedischen Lehrerin sowie Neffe des Kameramanns und Regisseurs Carlos Torres Rios. Schon mit 15 Jahren arbeitete Torre Nilsson, mit Spitznamen auch Babsy oder Leo Towers, bei Filmen seines Vaters mit, war zunächst Regieassistent und dann Drehbuchautor, Kameraassistent und 1950 erstmals Co-Regisseur seines Vaters.
Vorübergehend versuchte Torre Nilsson sich als Schriftsteller, sein Gedichtband Transito de la gota de agua erschien 1947. Im Jahr 1954 verantwortete er den ersten eigenen Film. 1957 heiratete er die Schriftstellerin und Drehbuchautorin Beatriz Guido, nach deren literarischen Vorlagen und mit ihr zusammen er mehrere Drehbücher schrieb.
Anerkennung fand er zunächst in Europa und wurde dann zu einem der erfolgreichsten Regisseure Lateinamerikas. Sein erster großer Erfolg war 1957 Das Haus des Engels (La casa del angel), eine Adaption von einem im Buenos Aires der 1920er Jahre spielenden Roman seiner Frau. 1959 gründete er mit seiner Frau und dem Produzenten Néstor Gaffet die Produktionsgesellschaft Produciones Angel, wodurch er sich die künstlerische Unabhängigkeit sicherte. Seine Inszenierungen fanden weltweit Beachtung auf Filmfestivals als Abbild einer in sich erstarrten Gesellschaft. Sein letzter Film Das Versteckspiel hatte während der Regierung der Militärjunta Spielverbot, weil er die „neuen argentinischen ethischen und sozialen Werte verfehlt habe“.

## Filmografie
Regie
- 1958: Die sich selbst überlassen sind (El secuestrador)

Regie und Drehbuch
- 1956: Der Protegé (El protegido)
- 1957: Das Haus des Engels (La casa del angel)
- 1958: Der Fall (La Caida)
- 1960: Das Fest ist aus (Fin de fiesta)
- 1960: Der beste Mann (Un guapo del 900)
- 1961: Die Hand in der Falle (La mano en la trampa)
- 1961: Haut in der Sonne (Piel de verano)
- 1975: Das Versteckspiel (Piedra libre)